# Aéroport international Capitán FAP Carlos Martinez de Pinillos
L’aéroport international Capitaine FAP Carlos Martinez de Pinillos assure le transport aérien de la ville de Trujillo, troisième ville principale du Pérou, chef-lieu du département de La Libertad. Depuis 2006, il est cédé à la compagnie privée Aeropuertos del Perú (ADP) qui prend en charge sa gestion et ses opérations.
L’aéeroport comprend actuellement un aérodrome d’environ 3 024 m de longueur, élargi en 2005 pour accueillir des aéronefs comme le Boeing 747-400. Les compagnies aériennes de l’aéroport offrent des vols à l’intérieur du pays, desservant les villes de Lima, Chiclayo, Piura et Talara.
Par conséquent, il constitue la principale porte d’entrée pour les touristes qui visitent la ville de Trujillo et les ruines de Chan Chan, la plus grande citadelle en pisé au monde. 
D’ailleurs, des négociations pour ouvrir des vols internationaux vers l’Équateur sont en cours et pourraient se concrétiser en 2026.

## Situation
District  Huanchaco, à 10 km au nord du centre-ville de Trujillo.
| Andahuaylas Anta Arequipa Ayacucho Cajamarca Chiclayo Cuzco Iquitos Jaén Jauja Juliaca Lima Piura Pucallpa Puerto · Maldonado Tacna Talara Tarapoto Tingo María Trujillo Tumbes |

## Statistiques
Le graphique qui aurait dû être présenté ici ne peut pas être affiché car il utilise l'ancienne extension Graph, désactivée pour des questions de sécurité. Des indications pour créer un nouveau graphique avec la nouvelle extension Chart sont disponibles ici.

Voir la requête brute et les sources sur Wikidata.

## Services
- Transports: bus, navettes et des taxis relient l'aéroport avec toute la zone urbaine.
- Location de voitures:  il existe des services de location de voitures de plusieurs firmes connues.
- Installations pour les personnes handicapées: pour les passagers nécessitant une attention particulière, il est recommandé de coordonner à l'avance avec votre compagnie aérienne ou de voyage.
- Parking: Le parking Trujillo Aéroport est situé en face du terminal, d'une capacité approximative de 150 véhicules.
- Services: cafétéria, épicerie, boutiques d'artisanat, des services bancaires, des guichets automatiques et des librairies.

L'aéroport offre des comptoirs d'information et des services de réservations d'hôtels.

## Compagnies aériennes et destinations
| Compagnies       | Destinations                       |
| ---------------- | ---------------------------------- |
| JetSmart Chile   | Santiago du Chili-A.-M.-Benítez    |
| JetSmart Perú    | Arequipa-R. Ballón, Lima-J. Chávez |
| LATAM Perú       | Lima-J. Chávez                     |
| Sky Airline Peru | Lima-J. Chávez                     |

Édité le 08/05/2019  Actualisé le 11/12/2023